# Colnbrook
Colnbrook – wieś w Anglii, w hrabstwie ceremonialnym Berkshire, w dystrykcie (unitary authority) Slough. Leży 32 km na wschód od centrum miasta Reading i 28 km na zachód od centrum Londynu.